# Eskilstuna Kommunföretag
Eskilstuna Kommunföretag Aktiebolag är ett svenskt förvaltningsbolag som agerar moderbolag för de verksamheter som Eskilstuna kommun har valt att driva i aktiebolagsform. Bolaget ägs helt av kommunen.

## Bolag
Källa: 
- Destination Eskilstuna AB
- Eskilstuna Energi och Miljö Aktiebolag
- Eskilstuna Kommunfastigheter Aktiebolag
- Eskilstuna Logistik och Etablering Aktiebolag